# 叶绿体

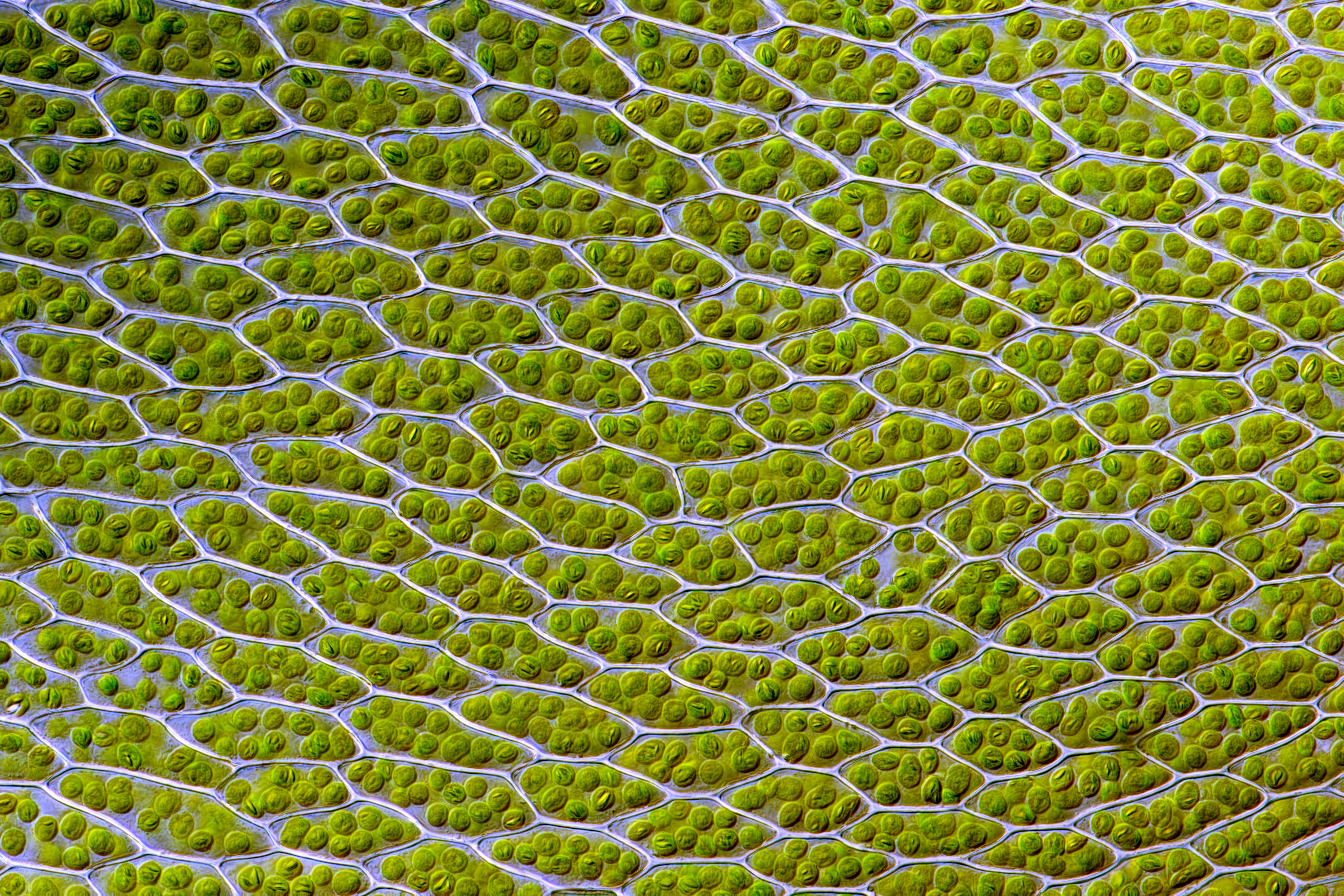
細葉真蘚的葉肉细胞富含叶绿体，葉綠體中亦可見長形的澱粉粒。

葉綠體簡易圖解

叶绿体简易图解

葉綠體是绿色植物和藻类等真核自养生物细胞中专业化亚单元的细胞器。其主要作用是进行光合作用，其中含有的光合色素叶绿素从太阳光捕获能量，并将其存储在能量储存分子ATP和NADPH中，同时从水中释放氧气。然后，它们使用ATP和NADPH，在被称为卡尔文循环的过程中以二氧化碳为原料制造有机物。叶绿体参与植物体中其它许多功能，包括植物的脂肪酸合成，多种氨基酸的合成以及免疫反应等。
叶绿体是三种类型的质体（其他两个质体类型是白色体和有色体，含有少量叶绿素并且不能进行光合作用）之一，其特点是具有高浓度的叶绿素。叶绿体是高度动态的，它们在植物细胞内四处移动，并且偶尔分裂。它们的行为受到环境因素（如光的颜色和强度）的强烈影响。叶绿体和线粒体类似，拥有自身的遗传物质DNA，但因其基因组大小有限，所以是一种半自主细胞器。其DNA被认为是从已被古代真核生物的细胞吞没的有光合作用的蓝菌门祖先继承下来。叶绿体不能由植物细胞产生，且必须在植物细胞分裂期间由每个子细胞继承叶绿体。
能进行光合作用的生物，不一定有叶绿体。例如，蓝细菌是原核生物，没有叶绿体，但因其含有叶绿素和藻蓝素，也可进行光合作用。

## 概论
大小

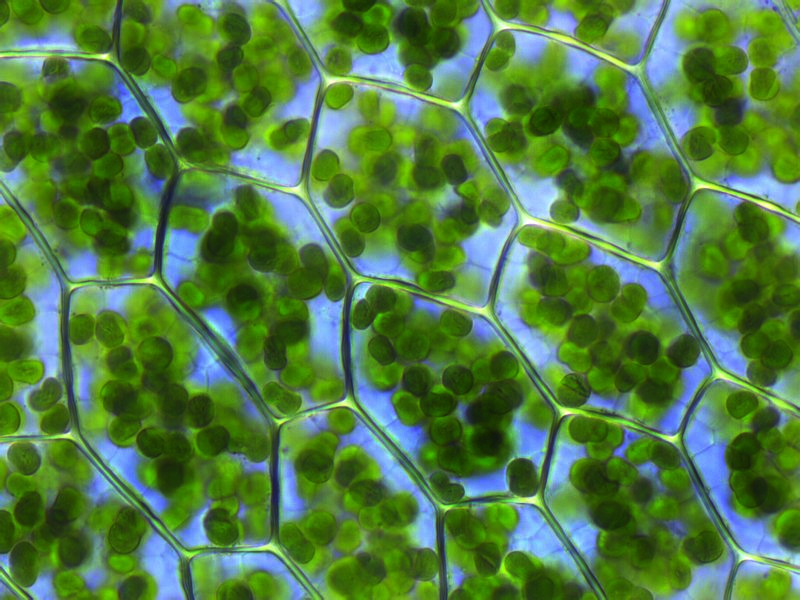
顯微鏡下的葉綠體

叶绿体的大小范围较广。高等植物叶绿体通常宽2-5μm，长5-10μm，在電子顯微鏡下可见。对于特定的细胞类型来说，叶绿体的大小相对稳定，但是会受到遗传或环境的影响。例如，通常情况下，多倍体细胞内的叶绿体就比单倍体细胞的要大些，生长在阴影处的植物的叶绿体也会比生长在阳光下的大。所以，同一种植物生长在不同环境中，其叶绿体大小也不一定相同。
形状
高等植物中的叶绿体为球形、椭圆形或卵圆形，为双凹面。有些叶绿体呈棒状，中央区较细小而两端膨大。
数量
不同植物中叶绿体数目相对稳定，大多数高等植物的叶肉细胞（mesophyll cell）含有几十到几百个叶绿体，可占细胞质体积的40%。叶绿体的数目因物种、细胞类型和生理状况而异，藻类植物通常只有一个巨大的叶绿体，其形态有螺旋状、星状、杯状（如衣藻）等，依据细胞种类而定。
例如，丝状绿藻（filamentous green algae）含有一个螺旋带型的巨大叶绿体，而紫球藻（Porphyridium cruentum）细胞中含有一个巨大的球形叶绿体，其内膜小泡平行排列而不堆积。
分布
叶绿体在细胞质中的分布有时是很均匀的，但有时也会聚集在细胞核的附近，或者靠近细胞壁。叶绿体可以自行改变其在细胞内的分布和排列以捕获更多光能。叶绿体可随植物细胞的細胞質流（cytoplasmic streaming）而改变位置和形状。
组成
叶绿体的化学组分主要包括水、蛋白质和脂质，此外还含有少量的辅酶等小分子及核酸（有待考证）。
结构
叶绿体由外至内可划分为叶绿体外膜（outer chloroplast membrane，OCM）、叶绿体膜间隙、叶绿体内膜（inner chloroplast membrane，IMM）和叶绿体基质、叶绿体类囊体膜（chloroplast thylakoid membrane，CTM）和叶绿体类囊体腔六个功能区。
葉綠體利用其中的色素將太陽能通過光合作用轉化為化学能儲存在三磷酸腺苷（ATP,Adenosine triphosphate）中。

### 词源
英文中的“叶绿体”（chloroplast）一词来源于希腊语中的，该词是由“绿”（羅馬化：chloros）和“成型”（羅馬化：plastis）组合而成。

## 起源
葉綠體被认为是一种由內共生藍綠菌（endosymbiotic cyanobacteria）转化来的质体（plastid）。在绿色植物中叶绿体由磷脂双分子层环绕，这种双层膜被认为是由古代藍細菌的内外膜演化而来。叶绿体的基因组和独立生存的藍綠菌的相比已经较大幅度地退化，但是存留下来的部分经序列比对分析仍然显示了他们之间的联系。
在某些藻类中，叶绿体似乎由二次内生作用形成：一个真核细胞进入另一个有叶绿体的真核细胞中，从而形成了有四层膜的叶绿体。目前看来，除了泛植物和Paulinella属（来源：英文维基）的所有生物的叶绿体都是由类似这样的过程进入体内的。

### 藍綠菌祖先
藍藻被認為是葉綠體的祖先。它們有時被稱為藍綠藻，即使它們是原核生物。它們是能夠進行光合作用的一個多樣化門的細菌，並且是革蘭氏陰性菌，這意味著它們擁有兩個細胞膜。它們還包含一個肽聚糖的細胞壁，這是比在其他革蘭氏陰性菌較、厚的細胞壁，且位於它們的兩個之間。就像葉綠體一樣，它們有它們的內部類囊體。

對比比較葉綠體（左）和藍細菌（右）顯示其相似之處。

## 结构

葉綠體的內部構造與顆粒盤旋。

叶绿体超微结构：
1.外膜
2.膜间腔
3.内膜（1+2+3：包膜）
4.基质（水状液体）
5.类囊体腔（类囊体内部）
6.类囊体膜
7.基粒(类囊体的堆砌结构)
8.类囊体（层）
9.淀粉
10.核糖体
11.质粒DNA
12.质粒球（脂肪滴）

葉綠體中的液体被称为叶绿体基质（Stroma）——和细菌的细胞质相对应。尽管叶绿体的蛋白质大多由细胞核的遗传信息编码而成，基质中仍含有小的环状DNA和核糖体。叶绿体内含有堆叠的扁平状的颗粒类囊体（Thylakoids）和其延伸部分-基质类囊体，类囊体有内腔。光合作用在类囊体的表面和基质中进行。
葉綠體和葉綠體内膜的光合作用蛋白质结合在一起。葉綠素的存在是叶绿体呈现绿色的原因。藻类的叶绿体也有可能是金色，棕色或红色，这显示了叶绿体膜和类囊体的多样性。
在C4类植物中，维管束周围有维管束鞘包绕，其内细胞也含有叶绿体，但叶绿体内没有基粒(又称叶绿饼，即成堆的类囊体)，所以不能进行光反应，它们是C4类植物卡尔文循环的场所。

## 运动
在暗环境或弱光的照射下，叶绿体会较分散地分布在细胞各处。但在强光的照射下，为了更好地利用光能，叶绿体会游移依附到细胞膜下，一方面是为了减少相互间的重叠，另一方面是为了通过减少了光经过的路程而获得更高的光强。
在强光的照射下，叶绿体通过避光运动，分布到与光线平行的细胞壁旁边，并且以小面积的侧面对着光，减少光吸收。以在光过量时避免遭受光破坏。
蓝光受体向光素参与叶绿体运动的信号转导。